# Сан-Николас (Манила)
Сан-Николас — один из шестнадцати районов города Манила на Филиппинах. Он расположен в западной центральной части города, на северном берегу реки Пасиг, ограничен районами Бинондо на востоке, Эстеро-де-Бинондо и Тондо на севере и западе, и рекой Пасиг на юге. Считается историческим районом Манилы, где сохранились старинные дома XIX века, которые символизируют богатую жизнь людей, живших там раньше, подобно старинным домам Силая и Вигана.
По данным национальной переписи населения на 1 мая 2020 года, население Сан-Николаса, состоящего из 15 барангаев с номерами от 268 до 276 и от 281 до 286, составляет 42 957 человек. Это немного ниже, чем по переписи 2010 года, согласно которой жителей Сан-Николаса насчитывалось 44 241 человек.

## История
Сан-Николас изначально был рыбацким городком под названием Байбай, что также означает берег на тагальском языке.  Он был переименован в Сан-Николас, в честь покровителя лодочников и моряков.  Сан-Николас — западная часть первого китайского квартала на Филиппинах, а возможно, и в мире, восточная часть — Бинондо, основанная в 1594 году генерал-губернатором Луисом Пересом Дасмариньясом.  Доминиканский орден пришел в западную часть китайского квартала в 1596 году, а затем основал Сан-Николас в 1598 году. Это была первая миссия доминиканцев за пределами Интрамуроса.
В 1901 году, во время американской колонизации Филиппин, Сан-Николас стал районом недавно зарегистрированного города Манила, поскольку его границы были расширены за пределы обнесенного стеной города, в настоящее время известного как Интрамурос.  Даниелу Бёрнему, американскому архитектору и градостроителю, было поручено построить план Манилы.  Результатом плана стало создание мест и приходов, которые включали Сан-Николас. В наше время Сан-Николас является одним из административных округов Манилы и частью третьего законодательного округа Манилы. Он стал продолжением филиппино-китайского сообщества в Бинондо.

## В искусстве
- Баррио-де-Сан-Николас — Калье-де-Иланг-Иланг, акварель Хосе Онорато Лосано.

## Галерея

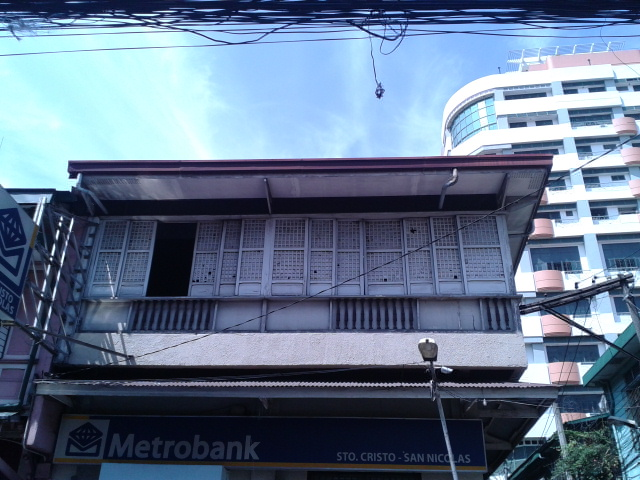
Старинный дом
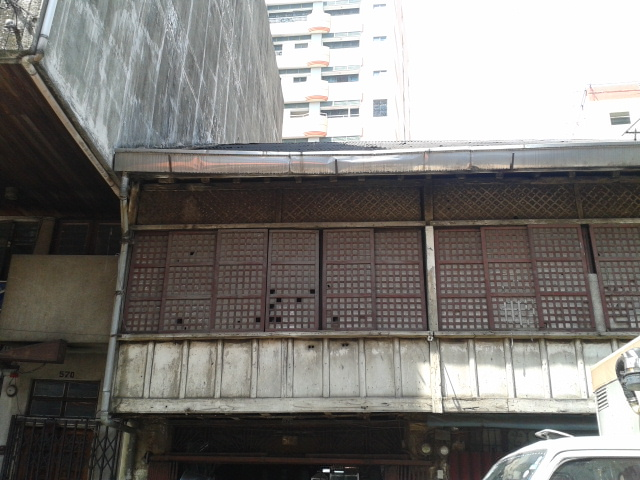
Старинный дом
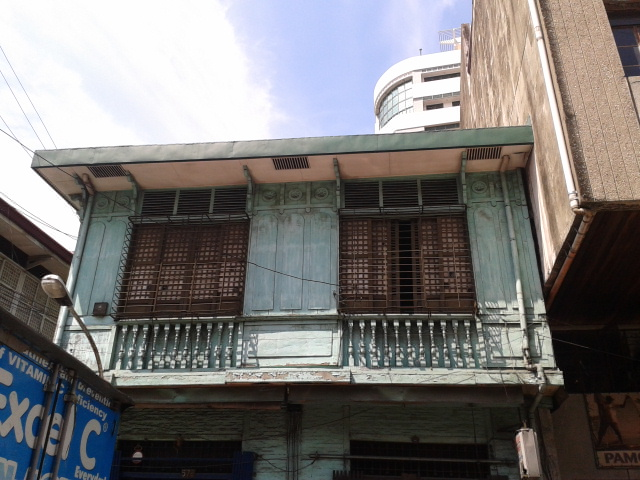
Старинный дом
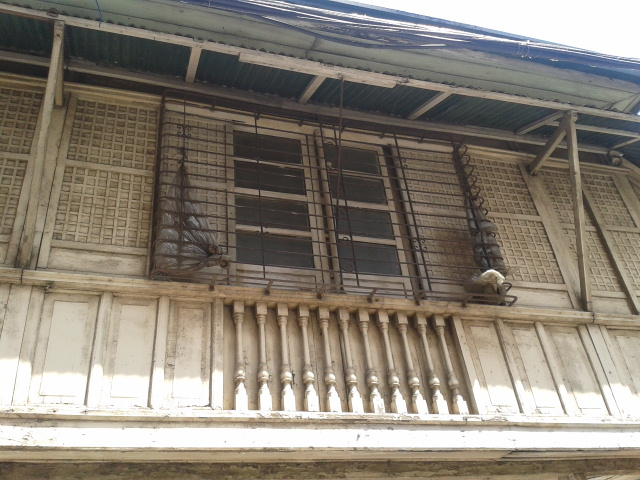
Старинный дом
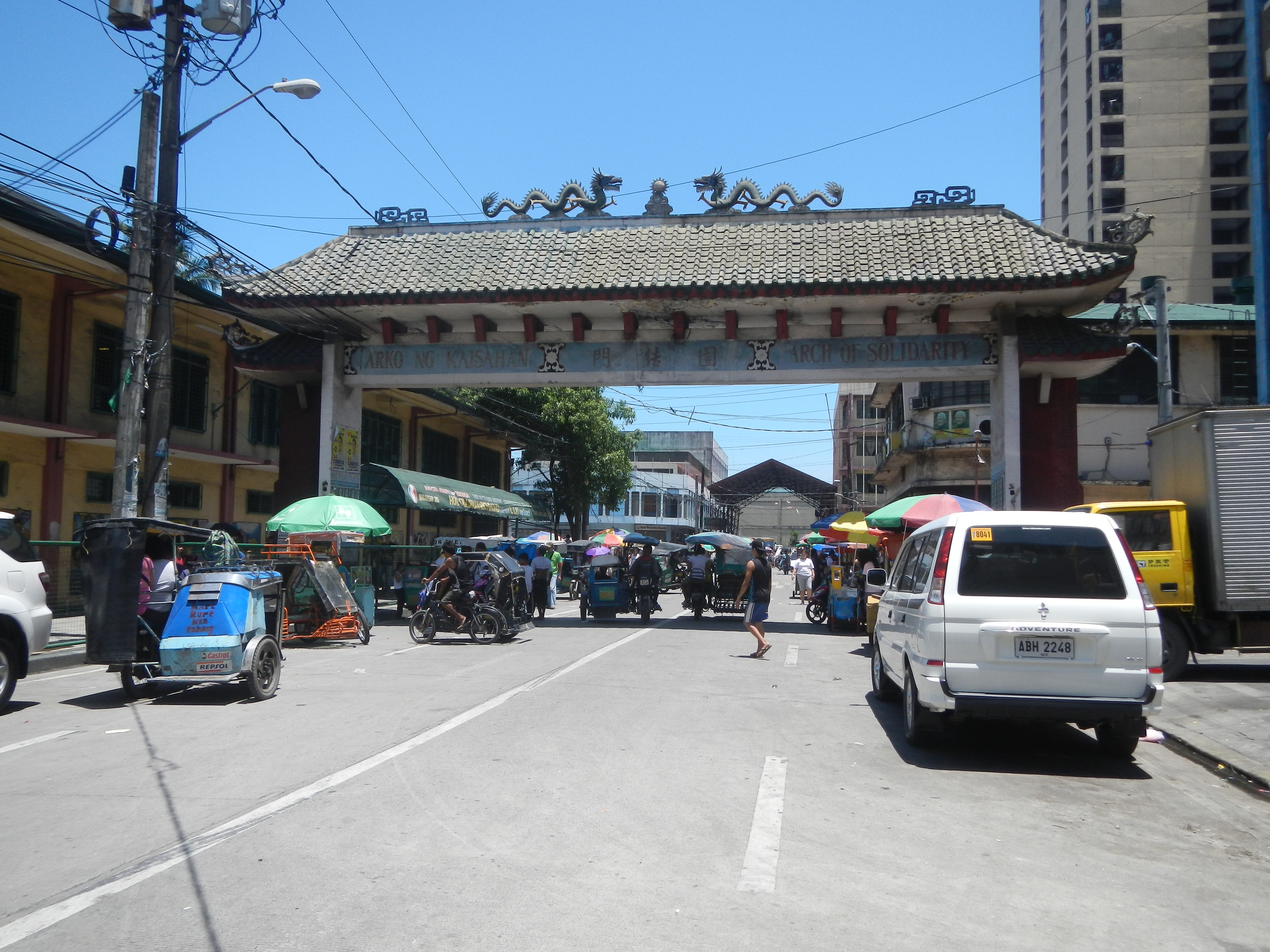
Арка Солидарности
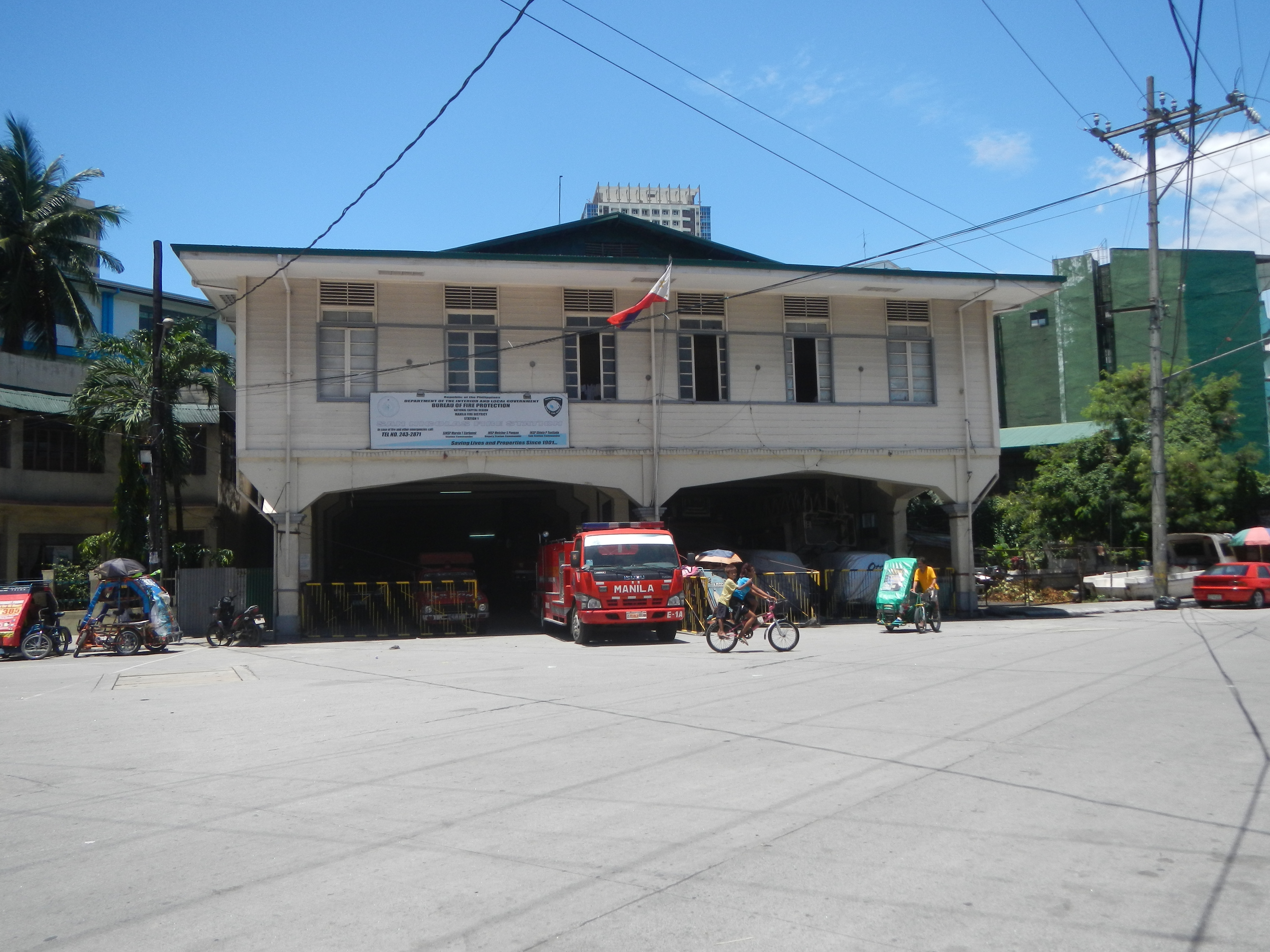
Пожарная часть
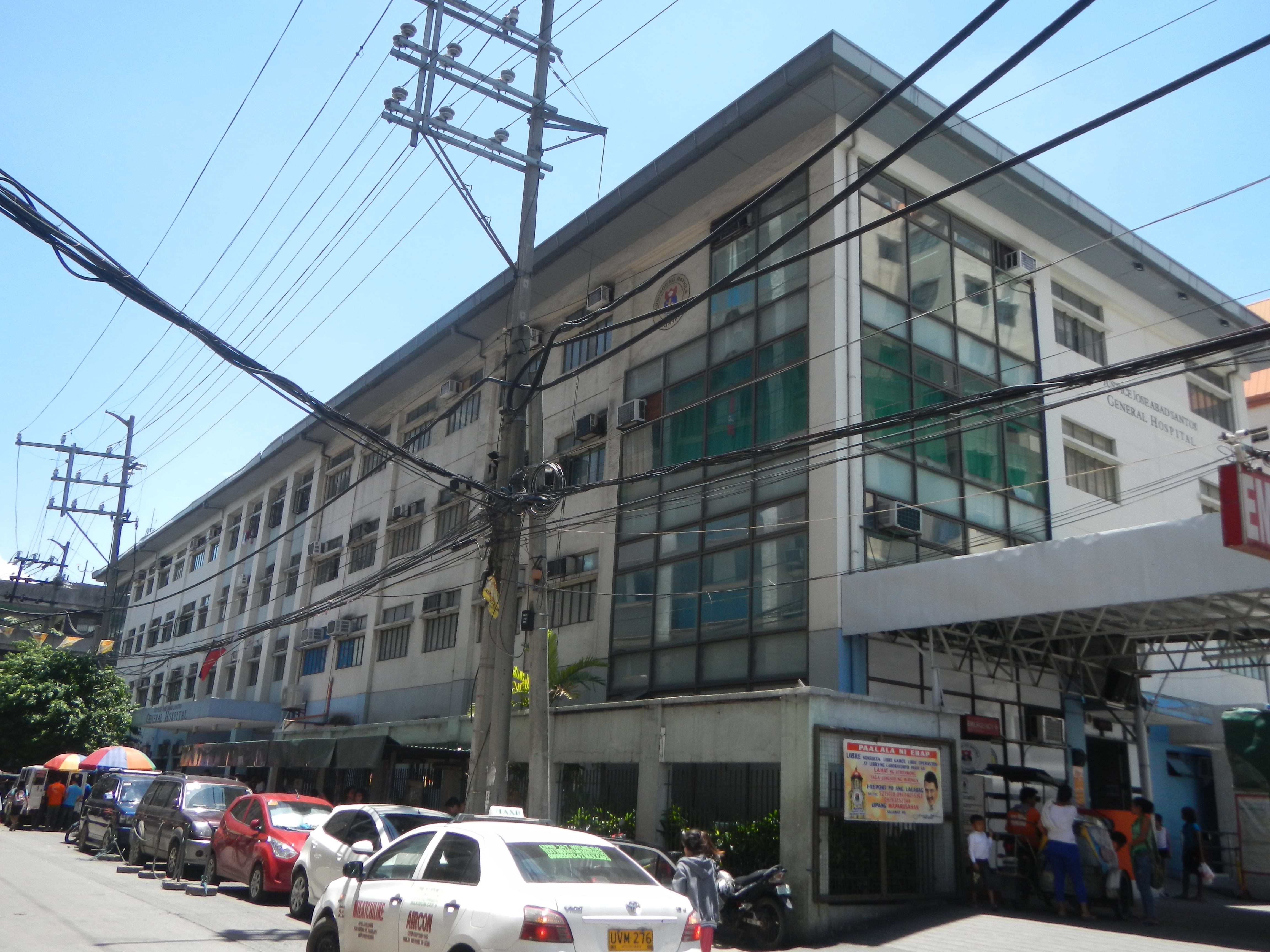
Средняя школа Хосе Абад Сантоса
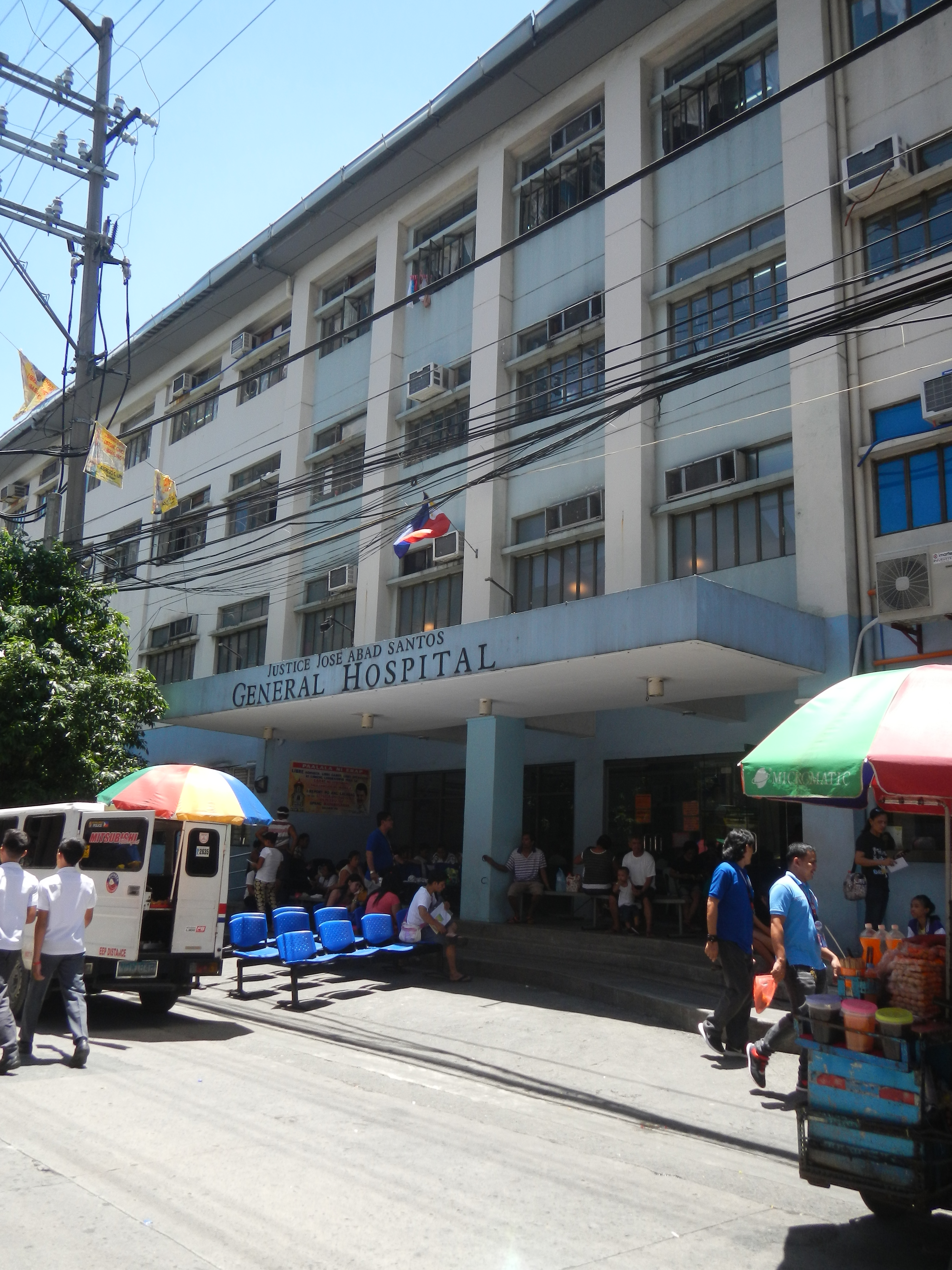
Больница общего профиля Хосе Абад Сантоса